# Вооружённые силы Исландии
Вооружённые силы Исландии как постоянная военная организация де-юре отсутствуют. Наиболее крупным военизированным формированием является береговая охрана, которая патрулирует территориальные воды Исландии.
Исландия является единственным членом НАТО, который не имеет постоянной армии.

## История
Первые поселения викингов в Исландии возникли в 870-е годы.
Население Исландии в этот период составляли свободные землевладельцы-бонды, селения и дворы которых были объединены по территориальному признаку в общины-«хреппы». В 930 году было впервые созвано всеобщее собрание (альтинг), что привело к складыванию единого государства, разделённого на 36 округов-«годордов», военная и политическая власть в которых была сосредоточена у вождей-«годов» и знати.
В этот период вооружённые формирования состояли из большого количества отрядов вождей, а также ополчения.
В XI—XII вв. в Исландии складываются феодальные отношения, в XII веке начинается объединение годордов.
К XIII в. количество вождей уменьшилось, но их влияние усилилось, и кланы начали вооружённую борьбу за власть (этот период получил название «Эпоха Стюрлунгов»).
В 1262—1264 гг. произошло подчинение Исландии норвежскому государству, которое воспользовалось внутренними раздорами среди исландской знати, а в 1380 году Исландия и Норвегия оказались в унии с Данией. После утраты статуса королевства Норвегией, Исландия стала колонией Дании.
В июле 1627 года берберские пираты совершили нападение на Исландию, в отражении которого принимали участие расквартированные на острове войска и местные жители под руководством губернатора.

### XX век

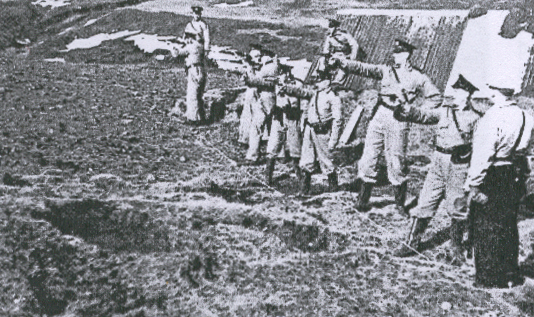
обучение стрельбе офицеров, весна 1940 года

30 ноября 1918 между Исландией и Данией был заключён договор о личной унии (общий король, осуществление Данией обороны и ведение иностранных дел Исландии; в остальных вопросах признавался суверенитет Исландии).
В 1918 году правительство Исландии объявило о нейтралитете страны.
1 июля 1926 года была создана береговая охрана, но организовать постоянную армию и флот не позволили финансовые сложности.
После начала Второй мировой войны правительство Исландии приняло решение об увеличении военных расходов и военной подготовке сотрудников Национальной полиции. В конце 1939 года было закуплено стрелковое оружие и снаряжение, глава полиции Агнар Кофоэд Хансен (ранее служивший в датской армии) приступил к военной подготовке своих подчинённых, в районе Лейгарватна начались тактические манёвры и упражнения по стрельбе из винтовок. Хансен успел обучить 60 офицеров и планировал начать подготовку 300 солдат.
После того, как 9 апреля 1940 года Дания была оккупирована немецкими войсками, 10 апреля 1940 года, исландский парламент выступил с заявлением, что датский король Кристиан X больше не в состоянии исполнять свои конституционные обязанности на территории Исландии, и передал их правительству Исландии. Исландия стала независимым государством. В это время население острова составляло 113 тыс. человек, также здесь имелось некоторое количество рыболовных судов и до 2 тыс. автомашин.
10 мая 1940 года Великобритания высадила войска и оккупировала Исландию. В этот момент в Исландии насчитывалось около сотни полицейских, но сопротивления британские войска не встретили.
В июне 1941 года, после подписания англо-американского соглашения об обороне Великобритания уступила Исландию США. 16 июня 1941 года президент США Франклин Делано Рузвельт провозгласил Исландию оккупированной Соединёнными Штатами Америки, 7 июля 1941 года первые подразделения американской армии начали прибывать в Исландию на замену британским войскам. План по оккупации Исландии («Plan Indigo») являлся одним из «цветных военных планов» США.
6 августа 1941 года началось строительство авиабазы США в Рейкьявике.
В 1942—1943 гг. США была построена авиабаза США Кеблавик. Кроме того, во время войны была построена военно-морская база США в Хваль-фьорде
31 декабря 1943 года истёк срок договора об унии с Данией, 20—23 мая 1944 года был проведён референдум о независимости Исландии, в соответствии с результатами которого 17 июня 1944 года альтинг провозгласил независимость республики Исландия.
После окончания Второй мировой войны береговая охрана Исландии участвовала в поиске и тралении морских мин.
В сентябре 1946 года альтинг по требованию США принял решение о передаче США аэродрома в Кеблавике на срок до пяти лет. 5 октября 1946 года альтинг разрешил США использовать авиабазу в Кефлавике и в последующее время (за решение проголосовали 32 депутата, против — 19 депутатов).
30 марта 1949 года у здания альтинга прошла крупная демонстрация протеста против присоединения Исландии к НАТО.
4 апреля 1949 года Исландия вступила в военно-политический блок НАТО. С тех пор и до настоящего времени Исландия является единственным членом НАТО, у которого нет постоянных вооружённых сил. Тем не менее, Исландия участвует в учениях, операциях и иной деятельности НАТО, а также отчисляет денежные средства в фонды НАТО.
5 мая 1951 года США и Исландия подписали соглашение об обороне (Bilateral Defense Agreement).
- 18—21 мая 1951 года в Исландии прошла крупнейшая в истории страны забастовка против подписания американо-исландского соглашения «об обороне» от 5 мая 1951 года[4][5][7];
- позднее, 28 марта 1956 года альтинг принял резолюцию о пересмотре соглашения «об обороне» от 5 мая 1951 года и выводе войск США из Исландии, но под давлением со стороны США рассмотрение резолюции отложили на неопределённый срок[7];
- в июле 1971 года правительство О. Йоханнессона вновь поставило вопрос о выводе войск США из Исландии и пересмотре соглашения «об обороне» от 5 мая 1951 года[7].

В 1950-е годы США построили в Исландии две радиолокационные станции.
В 1954 году береговая охрана Исландии получила от США первые самолёты — летающие лодки Convair PBY-6A Catalina. В 1958 году в Дании был заказан патрульный корабль «Odinn» (который был получен и зачислен в состав береговой охраны в 1960 году).
12 августа 1963 года Исландия присоединилась к Московскому договору 1963 года о запрещении испытаний ядерного оружия.
В 1958—1975 правительство Исландии последовательно расширило границы исключительной экономической зоны с 4 до 200 морских миль, что привело к ухудшению отношений Исландии с ФРГ и Великобританией и трём военным конфликтам с Великобританией (получившим название «тресковые войны»).
В 1974 году Исландия подписала с США новое соглашение об обороне, в соответствии с которым общая численность войск США в Исландии была уменьшена.
19 октября 1982 года в составе национальной полиции был создан отряд специального назначения «Víkingasveitin».
В 1984 году правительство Исландии продолжило курс на усиление сотрудничества Исландии и НАТО, и предоставило НАТО разрешение на строительство новых объектов на территории Исландии. В этом году Исландия впервые приняла участие в заседании военного комитета НАТО, а США начали форсированную модернизацию авиабазы ВВС США в Кеблавике, строительство крупных складов горючего в Хельгувике и подготовку к созданию подземного пункта управления ВМС США в Северной Атлантике. В декабре 1984 года представители США отказались дать ответ на запрос правительства Исландии о том, есть ли ядерное оружие на авиабазе в Кеблавике.
После того, как стало известно о планах США разместить ядерное оружие в Исландии «при наличии кризисной ситуации», правительство Исландии под давлением общественного мнения в апреле 1985 года запретило доступ в территориальные воды Исландии кораблей США и Великобритании с ядерным оружием на борту, а затем объявило Исландию безъядерной зоной и запретило заход в порты Исландии кораблей с ядерным оружием на борту. Однако в этом же году правительство Исландии дало разрешение США на строительство двух новых радиолокационных станций (в северной и северо-западной части острова) и модернизацию остальных РЛС. Кроме того, была достигнута договорённость о «интернационализации» авиабазы ВВС США Кеблавик путём постоянной дислокации на ней самолётов ВМС Нидерландов.
В 1986 году на средства из фонда НАТО на севере страны началось строительство нового международного аэропорта, который можно было использовать в военных целях.
В 1987 году продолжалось укрепление военно-политических связей с НАТО и расширение военной инфраструктуры: строительство подземного пункта управления, ангаров, складов горючего, глубоководного нефтепорта, создание двух новых радиолокационных станций и переоснащение уже существующих РЛС. Кроме того, в этом году произошла «интернационализация» авиабазы Кеблавик — к противолодочному патрулированию в территориальных водах Исландии помимо ВВС США с авиабазы Кеблавик были привлечены самолёты голландских ВВС.
Также, в 1987 году в составе береговой охраны были созданы силы противовоздушной обороны (Íslenska Loftvarnarkerfið).
В 1988 году США продолжали осуществление программы модернизации системы ПВО в Исландии (предусматривавшей замену двух существовавших с 1950-х годов РЛС на четыре новые радиолокационные станции, обновление средств связи и управления).
19 ноября 1990 года Исландия подписала Договор об обычных вооружённых силах в Европе.
В 1990-е годы было создано специализированное подразделение (Íslenska friðargæslan) для участия в международных миротворческих и полицейских операциях за пределами страны, которое находится в подчинении министерства иностранных дел Исландии.
После начала летом 1999 года операции НАТО по стабилизации обстановки в Косово и Метохии, Исландия направила полицейско-гражданский контингент в состав сил KFOR. Помимо полицейского подразделения, Исландия отправила медицинский персонал и сотрудников службы гражданской авиации для обеспечения деятельности международного аэропорта в Приштине
Исландия принимает участие в полицейской операции стран Евросоюза в Боснии и Герцеговине («European Union Police Mission in Bosnia and Herzegovina»).

### XXI век
После террористических актов 11 сентября 2001 года в США было создано объединение подразделений полицейского спецназа 27 государств Европейского Союза "ATLAS Network" (в состав которого было включено спецподразделение "Viking" полиции Исландии).
В 2002—2019 гг. Исландия принимала ограниченное участие в войне в Афганистане, отправив полицейское подразделение в состав сил ISAF. Также, в 2002—2008 гг. Исландия принимала участие в миссии наблюдения за соблюдением условий соглашения 2002 года о прекращении огня между правительственными силами Шри-Ланки и «тамильскими тиграми».
В период с 31 марта 2003 до 15 декабря 2003 года Исландия участвовала в военной миссии ЕС «Конкордия» на территории Македонии.
Исландия принимала ограниченное участие в войне в Ираке:
- группа из двух специалистов по разминированию (из состава сапёрного подразделения береговой охраны Исландии) входила в состав датского батальона дивизии «Multi-National Division (South-East)» сил MNF-I в южном Ираке.
- по программе «NATO Training Mission-Iraq» Исландия отправила в Ирак 1 офицера (покинул страну в сентябре 2007 года), оказала помощь в доставке в Ирак грузов военного назначения и выделила 196 тыс. долларов США на финансирование программы обучения сил безопасности Ирака[21]

До начала 2003 года численность береговой охраны Исландии составляла 120 человек, в дальнейшем она была увеличена до 130 человек.
В 2004—2008 годы мобилизационные ресурсы Исландии составляли 75 600 человек, в том числе годных к военной службе — 66 500. Военизированные формирования имели следующую структуру и численность:
- Береговая охрана: 130 человек, три патрульных корабля, один патрульный катер, один патрульный самолёт F-27, два поисково-спасательных вертолёта (SA-365N и AS-332)
  - служба воздушного наблюдения
  - сапёрное подразделение
  - служба материально-технического обеспечения
- аварийно-спасательная служба (в подчинении министерства иностранных дел): около 70 человек, 2 вертолёта[5]
- полицейские формирования: 450 человек[5] (отряд специального назначения «Víkingasveitin» и Национальная полиция)

17 марта 2006 года посол США в Исландии Кэрол ван Воорст выступила с заявлением, что США намерены сократить свой военный контингент в Исландии (вывести всю авиатехнику и большинство военнослужащих) до конца сентября 2006 года, однако по-прежнему намерены придерживаться обязательства обеспечивать внешнюю безопасность Исландии в соответствии с договором 1951 года. 30 сентября 2006 года США и Исландия подписали договор, в соответствии с которым США передали Исландии авиабазу Кеблавик.
С 2008 года в рамках программы «Icelandic Air Policing» самолёты стран НАТО осуществляют патрулирование воздушного пространства Исландии.
В 2009 году было подписано разработанное под эгидой ФАО ООН международное соглашение по предупреждению, сдерживанию и ликвидации незаконного, незадокументированного и нерегулируемого промысла рыбы (которое подписала Исландия, принявшая на себя обязательства по борьбе с незаконным ловом рыбы и обмене информацией о судах-нарушителях).
3-21 февраля 2014 года в воздушном пространстве Исландии прошли ежегодные учения военно-воздушных сил НАТО «Iceland Air Meet» (ранее проходившие под названием «Iceland Fighter Meet»)
11 июня 2015 года на стоянке в порту Рейкьявика получили незначительные повреждения в надводной части два корабля береговой охраны Исландии (которые задел бушпритом шедший на буксире парусный барк «Крузенштерн»).
Существуют договорённости о сотрудничестве, взаимодействии и взаимопомощи со странами НАТО, в том числе соглашение о сотрудничестве с Норвегией, и соглашение с Данией.

## Современное состояние
По состоянию на начало 2022 года военизированные формирования имели следующую структуру и численность:
- Береговая охрана: 250 человек, три патрульных катера, одно вспомогательное судно, один самолёт DHC-8-300 MSA и два вертолёта Eurocopter H225[34]
  - служба воздушного наблюдения
- аварийно-спасательная служба и отряд специального назначения Исландии (в подчинении министерства иностранных дел)
- полицейские формирования:
  - отряд специального назначения «Víkingasveitin»
  - Национальная полиция

Личный состав проходит обучение в иностранных учебных заведениях, в основном — в Норвегии. Также в Исландии зарегистрирована организация, выполняющая научные исследования в области военной науки и безопасности ("Исландский институт международной безопасности и военных дел" в Рейкьявике) - но штатная численность сотрудников этого учреждения составляет 1 человека.
Помимо оружия государственных структур, некоторое количество огнестрельного оружия (винтовки и охотничьи ружья) находится в собственности у граждан страны.

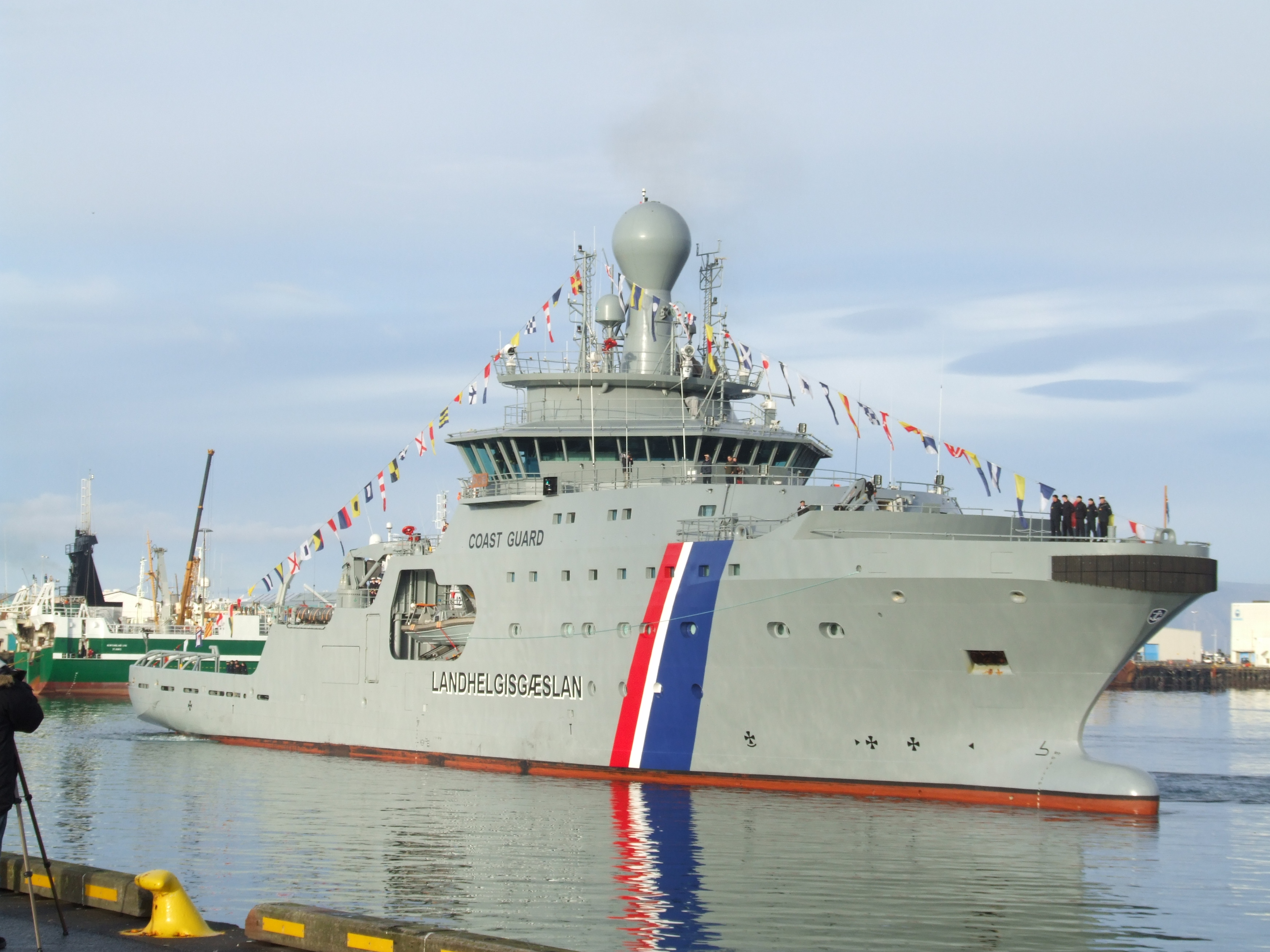
Патрульный корабль ICGV «Þór», флагман береговой охраны с 2011 года (27.10.2011, Рейкьявик)

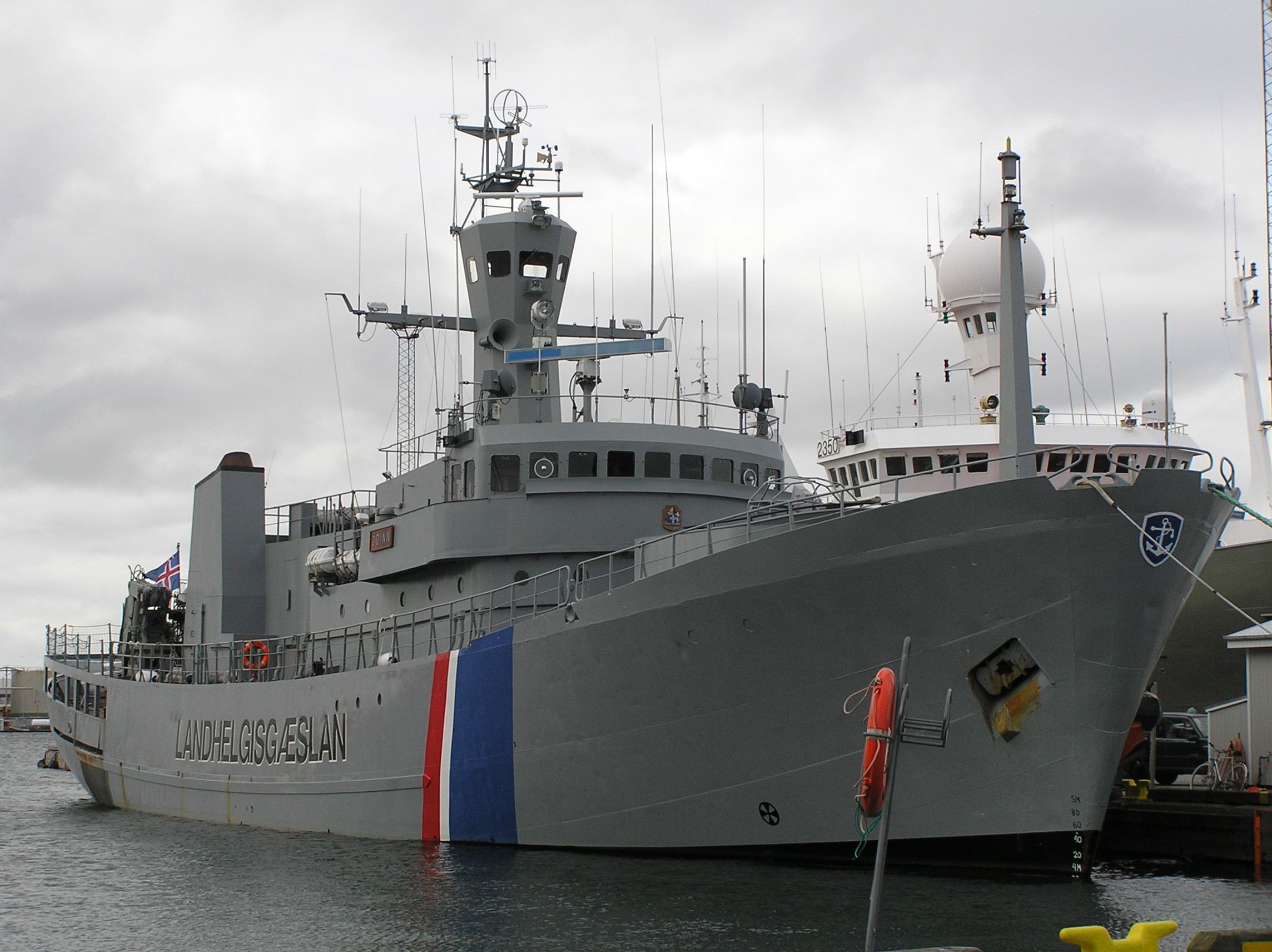
ПК «Одинн»

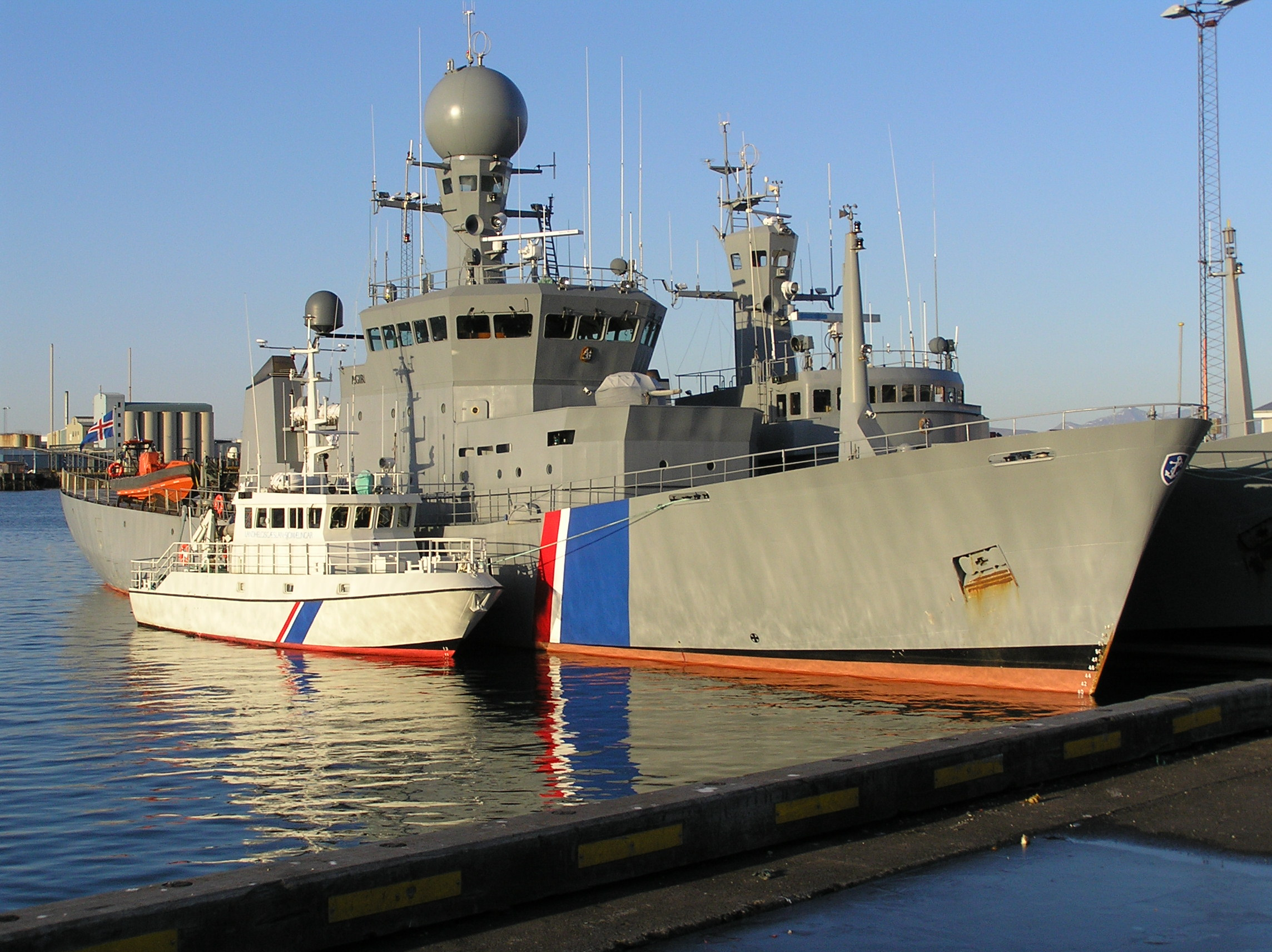
ПК «Балдур» и ПКА «Эгер»

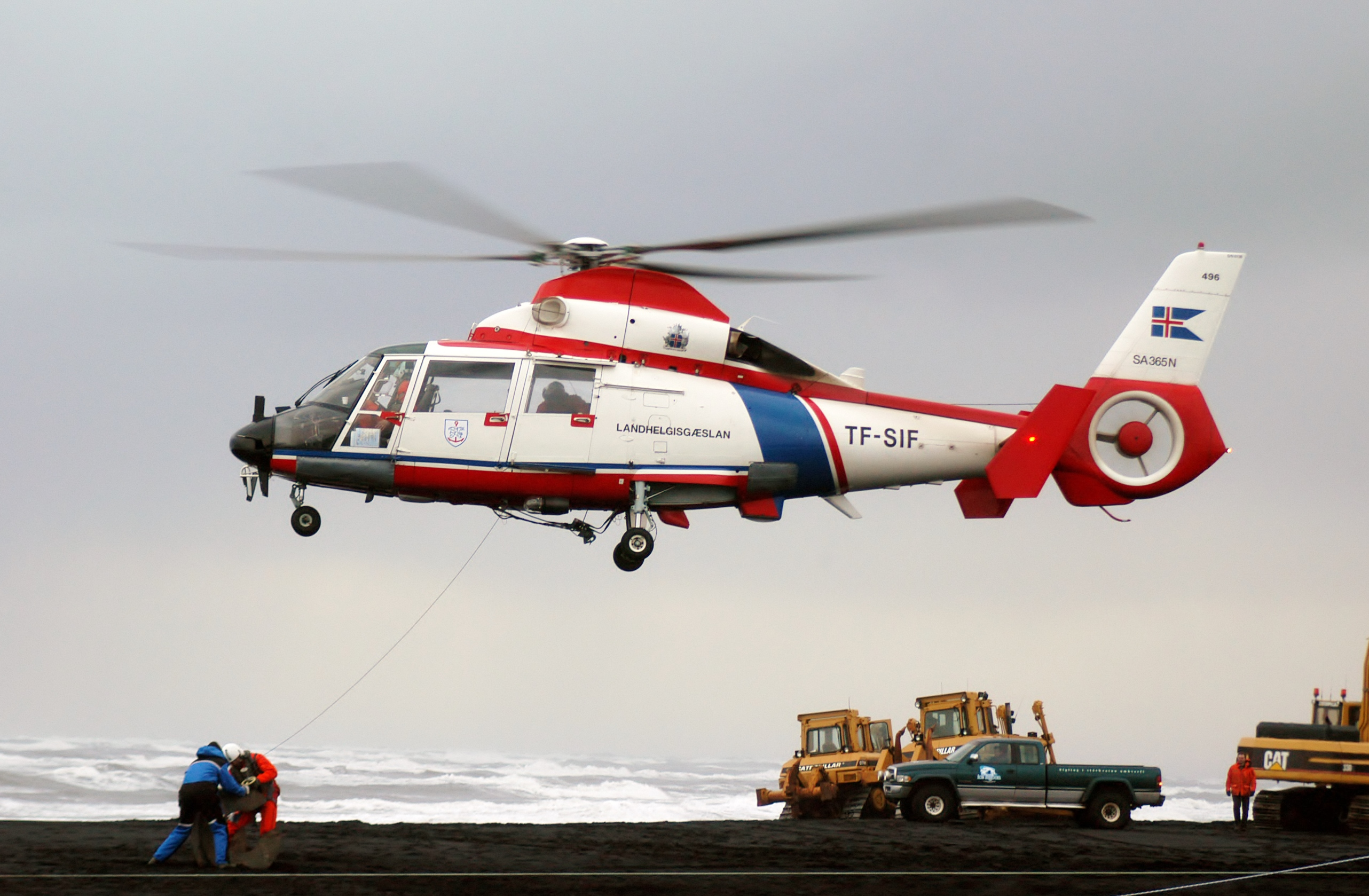
Вертолёт Eurocopter AS365N «Dauphin 2» береговой охраны Исландии

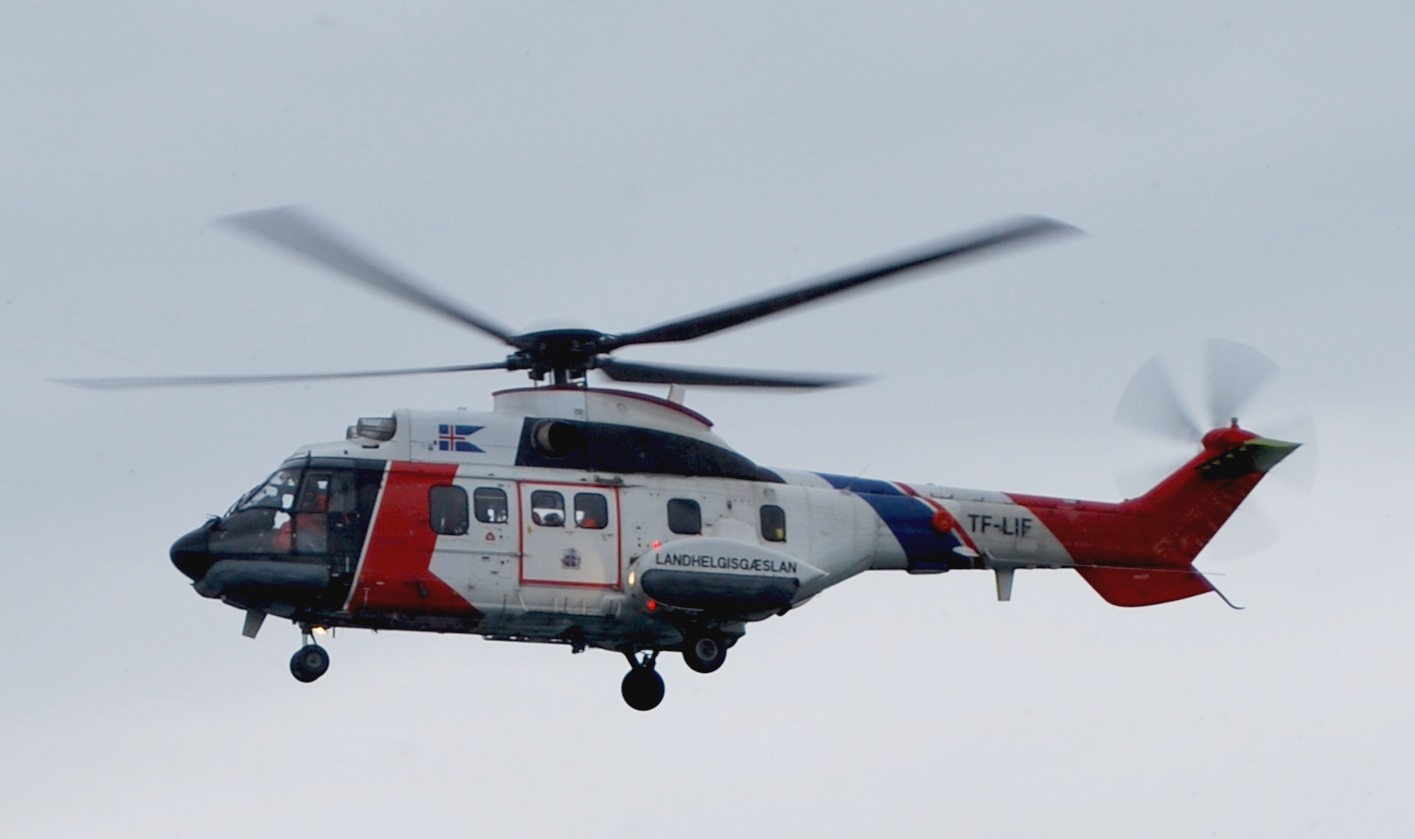
Вертолёт AS 332L2 «Super Puma» Исландии